# محمد بن علي خرد
محمد بن علي خرد (890 - 960 هـ) محدّث وفقيه من أهل حضرموت. اتجه إلى علم الحديث وتوسع فيه حتى أصبح إمام الحفاظ والمسندين في عصره، وبلغ درجة المحدّث من بين أهل زمانه، إلى جانب معرفته ببقية العلوم كالأصول والفقه والتصوف والبلاغة. وتعتبر كتبه ذات قيمة كبرى لدى المؤرخين والرواة؛ لتقدم طبقته وعلو سنده.

## نسبه
محمد بن علي بن علوي خرد بن محمد حميدان بن عبد الرحمن بن محمد بن عبد الله باعلوي بن علوي الغيور بن الفقيه المقدم محمد بن علي بن محمد صاحب مرباط بن علي خالع قسم بن علوي بن محمد بن علوي بن عبيد الله بن أحمد المهاجر بن عيسى بن محمد النقيب بن علي العريضي بن جعفر الصادق بن محمد الباقر بن علي زين العابدين بن الحسين السبط بن الإمام علي بن أبي طالب، والإمام علي زوج فاطمة بنت محمد ﷺ.
فهو الحفيد 24 لرسول الله محمد ﷺ في سلسلة نسبه.

## مولده ونشأته
ولد بتريم في حضرموت عام 890 هـ، ونشأ وترعرع في جو مشبع بالعلم والعبادة والطاعة. كان قوي الحافظة، حاد الذكاء، طموحًا يتطلع إلى كل جديد من العلوم، فحفظ القرآن العظيم ومتونًا كثيرة في الفقه والتصوف والعربية؛ حفظ من «الإرشاد» إلى النفقات، وحفظ ربع «المنهاج» للإمام النووي. وقرأ على شيوخه عدة كتب قراءة بحث وتحقيق وفحص وتدقيق، منها: «صحيح البخاري»، و«الشفا» للقاضي عياض، و«الإحياء» للغزالي وغيرها. واستوعب كثيرًا من أمهات الكتب والمراجع، حتى أصبح هو مرجعًا وحُجة يرجع إليه.

## رحلاته
لقد طاف كثيرًا من الأقطار، ورحل في طلب العلم وللأخذ عن الشيوخ، فرحل إلى الشحر مع والده وأخيه أحمد شريف. ثم رحل إليها فيما بعد بمفرده لاستكمال الطلب، ورحل إلى عدن، وإلى زبيد باليمن، ومكة المكرمة، والمدينة المنورة، وفي أثناء وجوده بالحرمين أخذ عن علمائها، وعن علماء من مصر والعراق والشام والمغرب وفدوا إلى الحرمين للحج، فأخذ عنهم وتزود منهم. فكان شديد الحرص على الاتصال بالشيوخ المعمرين في زمنه خارج بلده، حتى بلغ من علو السند درجة كبرى لم يبلغها كثير من معاصريه جعلت منه مقصدًا تفد الناس إليه للأخذ عنه والتلقي منه.

## شيوخه
أخذ عن شيوخ كثيرين وسمع منهم علومًا مختلفة، وفنونًا متنوعة، وأجازوه وألبسوه وأذنوا له في التصدر والتدريس، فمن أجل من أخذ عنهم:
- علي بن أبي بكر السكران
- عبد الرحمن بن علي السكران
- محمد بن عبد الرحمن بلفقيه
- عبد الله بن عبد الرحمن بافضل
- حسين بن عبد الله العيدروس
- أبو بكر بن عبد الله العدني
- عبد الرحمن بن علي الديبع
- يحيى بن أبي بكر العامري
- أحمد بن عمر المزجد
- ابن حجر الهيتمي

## تلاميذه
ومن أشهر تلاميذه الذين أخذوا عنه وتخرجوا به:
- عبد الله بن محمد بلفقيه
- محمد بن حسن بن علي السكران
- فضل بن عبد الله بافضل
- عبد الله بن محمد باقشير
- شهاب الدين أحمد بن عبد الرحمن السكران
- أحمد بن علوي باجحدب
- عبد الله بن شيخ العيدروس

## مؤلفاته
وله مؤلفات كثيرة، فقد كان يرتب أوقاته ويوزع أعماله، وقت للتأليف، ووقت للتدريس، ووقت للعبادة، وآخر للقراءة وهكذا، ولكن لم يصل من مؤلفاته غير كتابين، والثالث هو كتاب «النفحات» في التصوف يسمع به ولا يوجد له أثر، كبقية مؤلفاته ورسائله التي مزقتها رياح الزمن، ودفنت تحت رمال الإهمال والتهاون، أما الكتابان الموجودان فهما:
- «غرر البهاء الضوي ودرر الجمال البديع البهي» في التراجم والمناقب
- «الوسائل الشافعة في الأذكار النافعة» في الحديث

وله قصائد ومدائح عديدة، منها قصيدة طويلة تبلغ أبياتها مئتين وستين بيتًا مديحة في الحبيب الأعظم صلى الله عليه وسلم، وأخرى مثلها تائية في ذكر سنده وشيوخه ذكرهما في كتاب «الغرر».

## وفاته
بقي في بلدة تريم ينشر العلم بها تدريسا ووعظا، وتأليفا وكتابة، وسلوكا وعملا، حتى توفي عام 960 هـ، وقبره بها معروف بتربة زنبل.

### استشهادات
1. ↑  الزركلي، خير الدين (2002 م). الأعلام (PDF). بيروت، لبنان: دار العلم للملايين. ج. الجزء السادس. ص. 292. مؤرشف من الأصل (PDF) في 8 أبريل 2020. {{استشهاد بكتاب}}: تحقق من التاريخ في: |تاريخ= (مساعدة)
2. ↑  الشلي، محمد بن أبي بكر (1319 هـ). المشرع الروي في مناقب السادة الكرام آل باعلوي (PDF). ج. الجزء الأول. ص. 196. مؤرشف من الأصل (PDF) في 13 أبريل 2020. {{استشهاد بكتاب}}: تحقق من التاريخ في: |تاريخ= (مساعدة)
3. ↑  المشهور، عبد الرحمن بن محمد (1404 هـ). شمس الظهيرة. جدة، المملكة العربية السعودية: عالم المعرفة. ج. الجزء الأول. ص. 353. {{استشهاد بكتاب}}: تحقق من التاريخ في: |تاريخ= (مساعدة)
4. ↑  العيدروس، عبد القادر بن شيخ (2001 م). النور السافر عن أخبار القرن العاشر. بيروت، لبنان: دار صادر. ص. 338. {{استشهاد بكتاب}}: تحقق من التاريخ في: |تاريخ= (مساعدة)